# Savior of The Earth
Savior of The Earth (컴퓨터 핵 군함 폭격 작전 Computer haekjeonham popka deajakjeon) es una película animada coreana estrenada en el 12 de agosto de 1983 en cines. En 1987, productor de cine Joseph Lai lo doblo en inglés, y lo estreno a través de su estudio, Adda Audio Visual Ltd. La película esta conocida en español como Guardianes de la tierra. La película esta conocida por robar varios elementos de la película Tron, que de ahí nació su nickname: Korean Tron (Tron Coreano).